# Vezúv

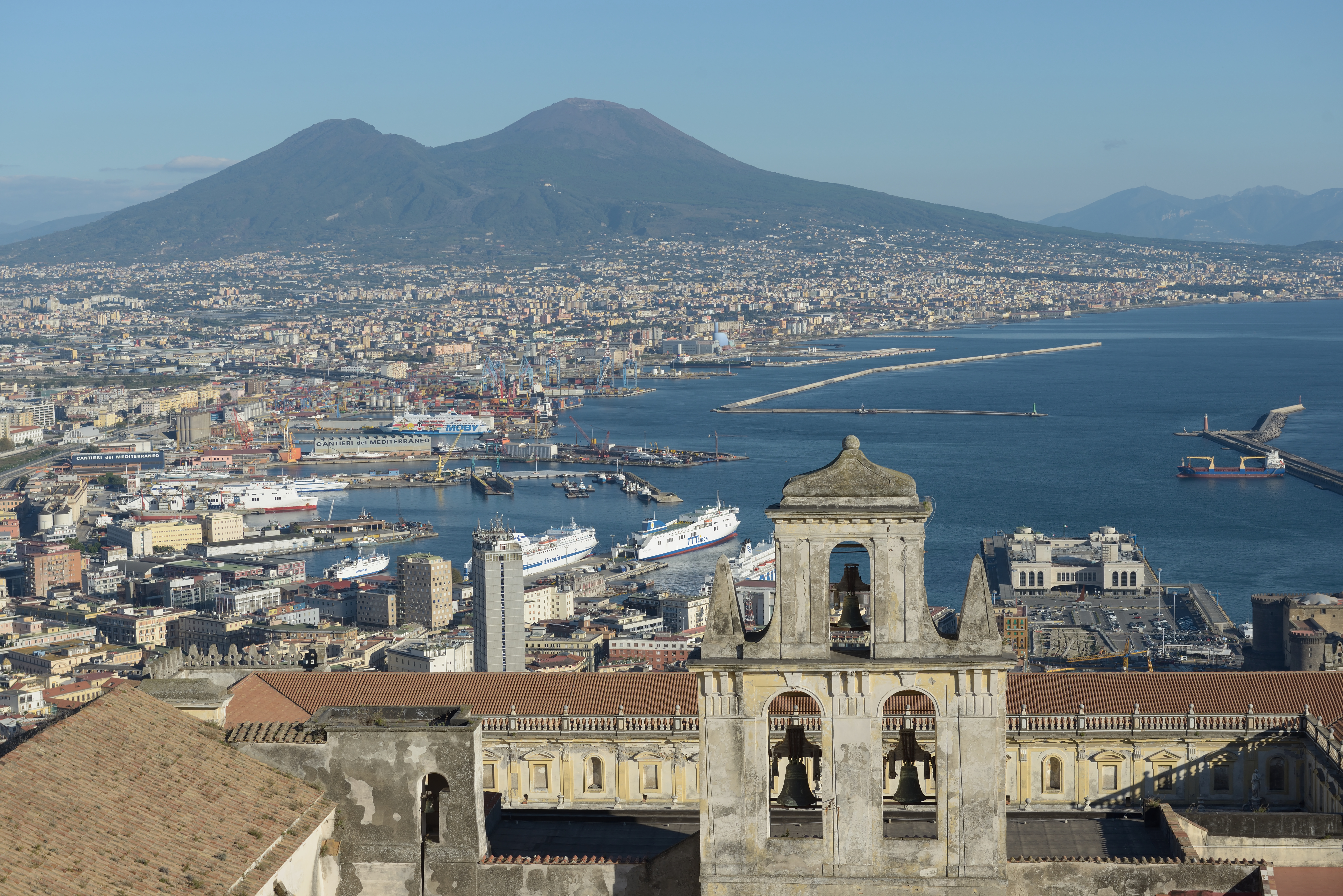
A Vezúv látképe (előtérben a nápolyi Castel dell'Ovo)

A Vezúv (olaszul: Vesuvio, latinul: Mons Vesuvius) Olaszország Campania régiójában, Nápolytól 9 km-rel keletre helyezkedik el. (A többi aktív európai vulkán – Etna, Stromboli, Vulcano, Izland és környékének vulkánjai, esetleg Szantorini – szigeteken található.) Az ókorban Héraklész (Hercules) szent hegyének tartották. Ismertsége elsősorban a 79-es kitörésének tudható be, amelyben hamuja és lávája eltemette Pompeii, Herculaneum, Oplontis és Stabiae római településeket. Azóta számtalanszor kitört (utoljára 1944-ben). Napjaink egyik legveszélyesebb tűzhányójaként tartják számon, mivel közvetlen közelében több mint 3 millióan laknak, így tagja az úgynevezett Decade Volcanoes-listának.

## Nevének eredete
Nevét többféleképpen származtatják:
- Héraklész Zeusz és Alkméné fia volt. Zeuszt Huēs (Ὓης) néven is ismerték, és ezért Héraklészt Huēsou huios (Ὓησου υἱός, azaz Zeusz fia) néven. Ennek fonetikus latin átirata a Vesuvius.
- A vulkán nevét a füst jelentésű oszk fesf szóból is eredeztetik.
- A vulkán nevét a tűzhelyet jelentő, proto-indoeurópai ves szóból is levezethetjük.

## Kialakulása

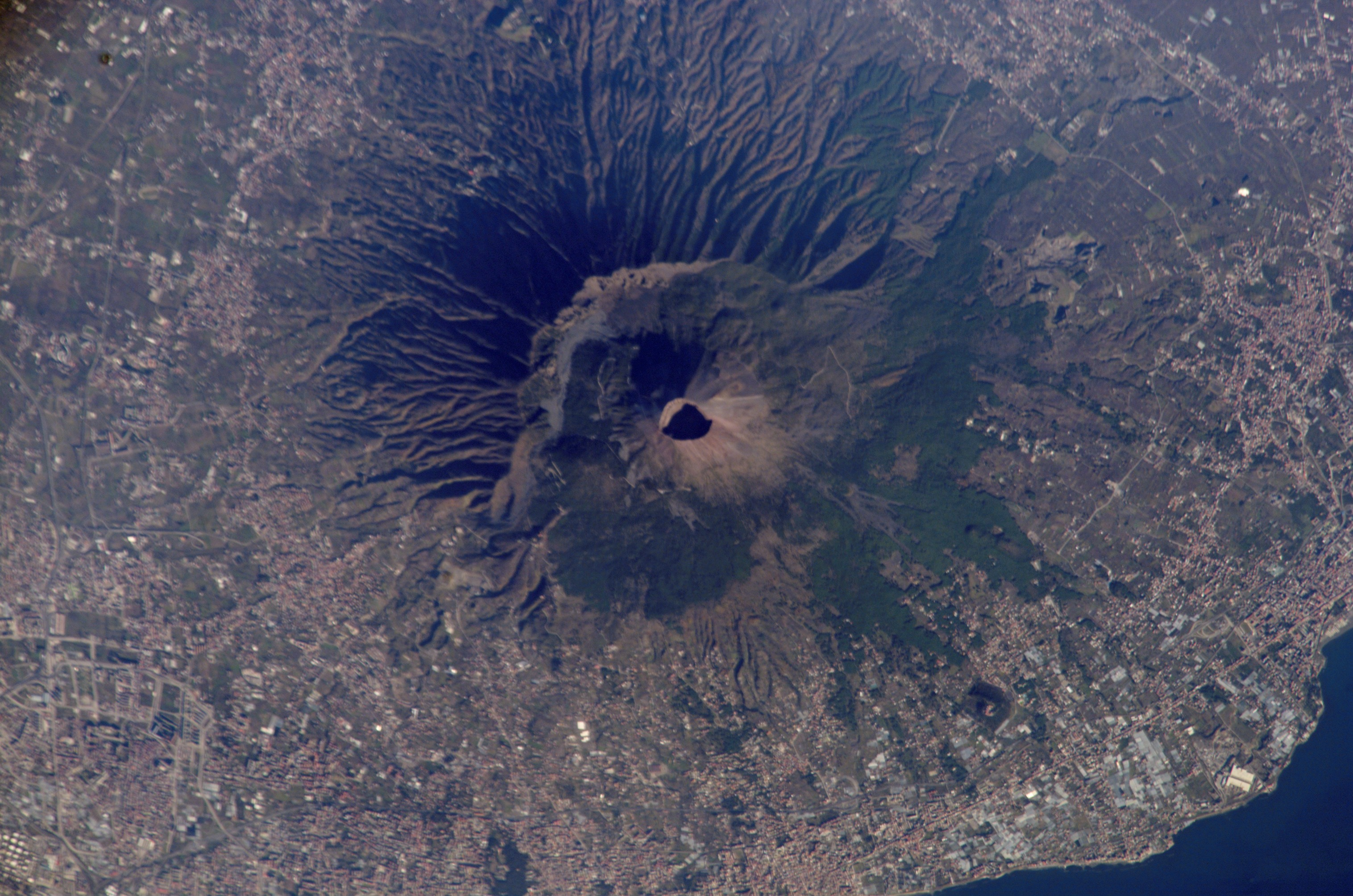
A Vezúv látképe az űrből

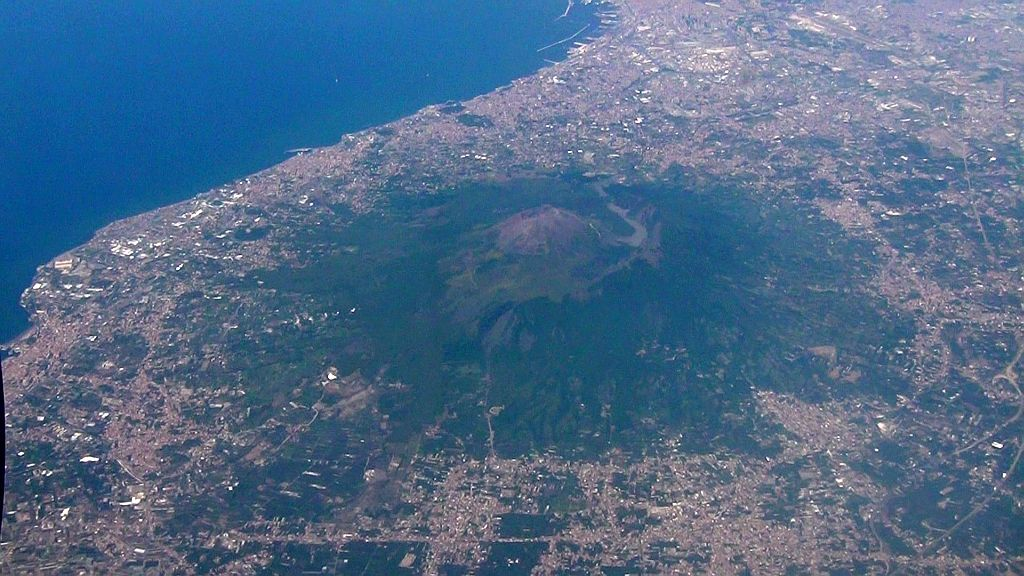
A Vezúv a levegőből

A Vezúv az Afrikai és Eurázsiai litoszféralemez ütközése (kollízió) eredményeként alakult ki. Az alpi hegységképződés eredményeként mindkét kéreglemez pereme összetöredezett; mikrolemezek váltak le róluk. A nagy lemezek közé szorult mikrolemezek bonyolult elfordulások és eltolódások rendkívül nehezen rekonstruálható sorozata közben rendszeresen egymásnak ütköztek, illetve részben még ütköznek ma is. Az észak felé nyomuló Afrikai lemez és az Európa pereméről letört Apúliai-mikrolemez közé szorult az Ibériai-mikrolemez csücske, és ahogy a rendelkezésére álló hely fogy, ez a lemeztöredék összetöredezik: egyes részei feltorlódnak, mások a mélybe buknak. A lesüllyedő lemezdarabok részleges megolvadásának terméke a Campaniai vulkáni ívben, a Lipari-szigeteken és az Etnában felszínre törő magma. Mivel az alásüllyedő töredékek kőzettani összetétele meglehetősen változatos, az egyes vulkánokból más-más típusú láva bukkan a felszínre: némelyek (Etna, Stromboli) bázikusak, mások (Lipari-szigetek) savanyúak, a többség pedig átmeneti (andezites).
A Vezúv a Campi Flegrei vulkánjaival, a Monte Epomeóval és néhány kisebb, tenger alatti vulkánnal a campaniai vulkáni ívbe tartozik.
A Vezúv az andezitvulkánok többségéhez hasonlóan ún. rétegvulkán (sztratovulkán), mely vulkáni hamuból, tefrából és lávafolyásokból épül fel. Az andezitláva viszkozitása közepes, minél fogva lassabban folyik és gyorsabban megszilárdul, mint a bazalt.
A mai Vezúv elődjének, a Monte Sommának alapja a tengerszint alatt 1000 méterrel fekszik. A vulkáni kúp mezozoikumi és harmadidőszaki üledékrétegeken fekszik: triász dolomitok, valamint jura homokkő- és márgarétegek, amelyek mintegy 1500–1700 m vastagságúak. Ezen rétegek közé ignimbritrétegek (campaniai ignimbritek) ékelődnek, amelyek a szomszédos Campi Flegrei vulkanizmusa révén alakultak ki.
A kitörések során felszínre hozott törmelékek vizsgálata során Alfred Rittmann svájci vulkanológus azt tapasztalta, hogy a triász dolomitokat erősen átalakította a magma és kőzet találkozása során fellépő kontakt metamorfózis, amiből arra következtetett, hogy a magmakamra mélyen, a triász dolomitok rétege alatt található. A magmakamra űrtartalmát 50 km³-re becsülte, átmérőjét 3 km-re. Feltételezéseit a későbbiekben geofizikai kutatások is megerősítették.
A Somma-Vezúv kialakulását többféleképpen magyarázták. A klasszikus, Alfred Rittmann nevéhez fűződő elmélet szerint a vulkán kialakulásának története négy időszakra tagolható: Ős-Somma, Öreg-Somma, Fiatal-Somma és Vezúv.
Rittmann az Ős-Somma kialakulását kb. 12 000 évvel ezelőttre teszi, amikor a magma egy 6 km mélységben levő kamrából a felszínre tört. Ezt egy 2000 éves nyugalmi periódus követte. A részlegesen üres magmakamra teteje beomlott, ami egy lokális tengeri transzgressziót okozott. Ezzel párhuzamosan a magmakamra áthelyeződött a triász dolomit rétegekbe. A magma kristályosodása következtében gázok és gőzök szabadultak fel (vízgőz, sósav, kén-hidrogén stb.), amelyek lassan a felszín felé nyomultak. Ezek, illetve a kontakt metamorfózis során felszabaduló gázok fokozatosan növelték a belső nyomást, minek következtében 8000 évvel ezelőtt a vulkán ismét kitört. A következő 2500 év aktivitása során született meg az Öreg-Somma, egy körülbelül 1000 m magas sztratovulkán. Ezt követően ismét egy inaktív periódus állt be, amikor a kúp beomlott, a külső erők pedig jelentősen átformálták alakját. A triász dolomitok kontakt metamorfózisa során ismét jelentős mennyiségű gáz szabadult fel, aminek következtében kb. 5000 éve a Vezúv ismét kitört. Rittmann ezt nevezte a Fiatal-Somma fázisának. Az utolsó időszak kezdetét a 79-es katasztrofális kitörés jelentette, amely során a Somma kalderájában kialakult a ma is látható Vezúv kúpja.
E klasszikus elméletet igyekeznek pontosítani a modern kőzettani és vulkanológiai vizsgálatok, amelyek során egyre pontosabban sikerül behatárolni a Vezúv működésének fázisait. A Vezúv-obszervatórium által közzétett kutatási eredmények jelentősen kitolják az Ős-Somma kialakulásának idejét, mintegy 25 000 évvel ez előttre. Az első jelentős kitöréstől (cordolai) a 79-es kitörésig még négy jelentősebb plíniuszi-típusú kitörést tartanak számon, amiknek jelentős szerepük volt a vulkán kialakulásában.(Lásd: Kitörések alfejezet)

## Alakja, felépítése

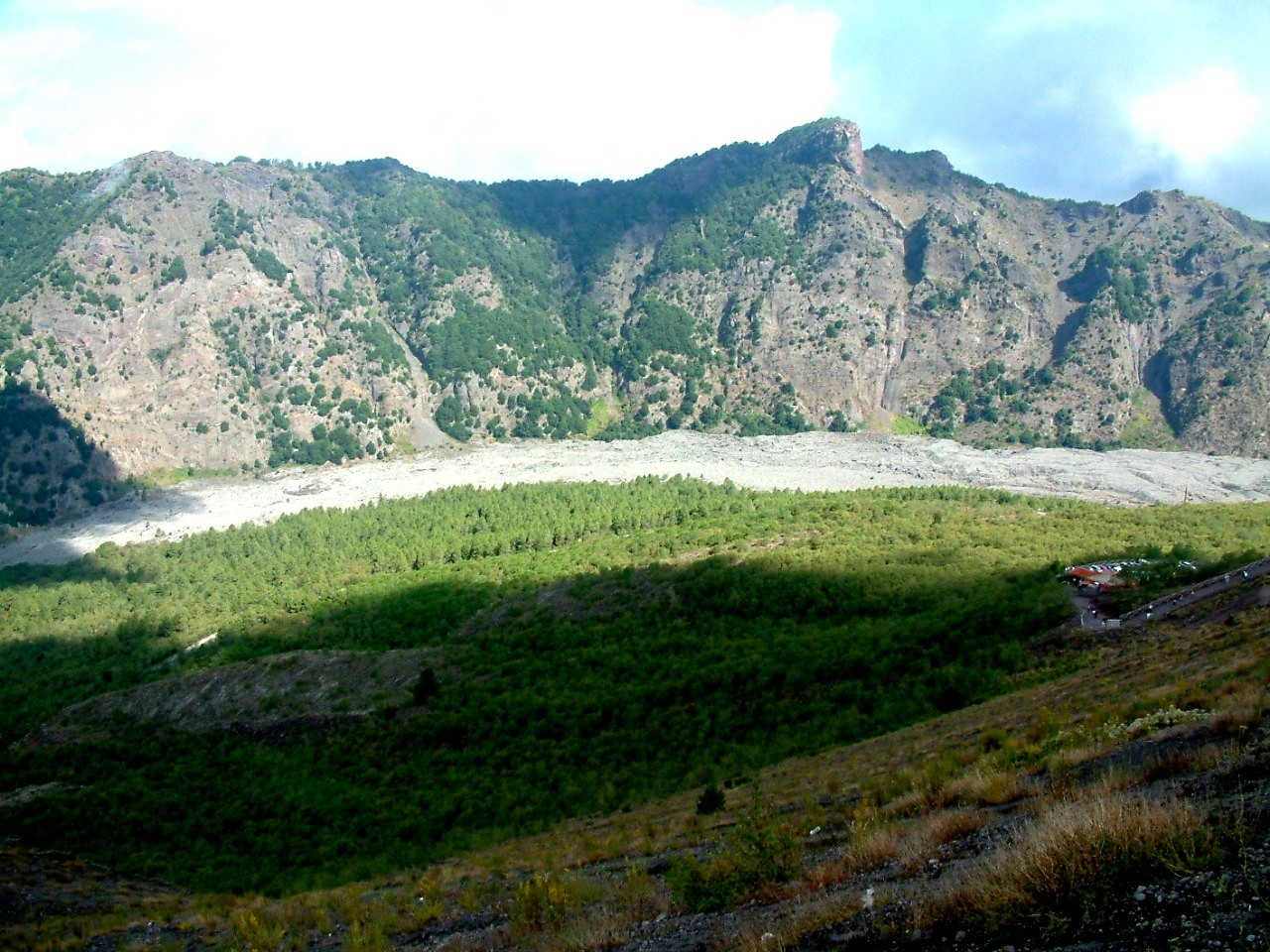
A Valle del Gigante

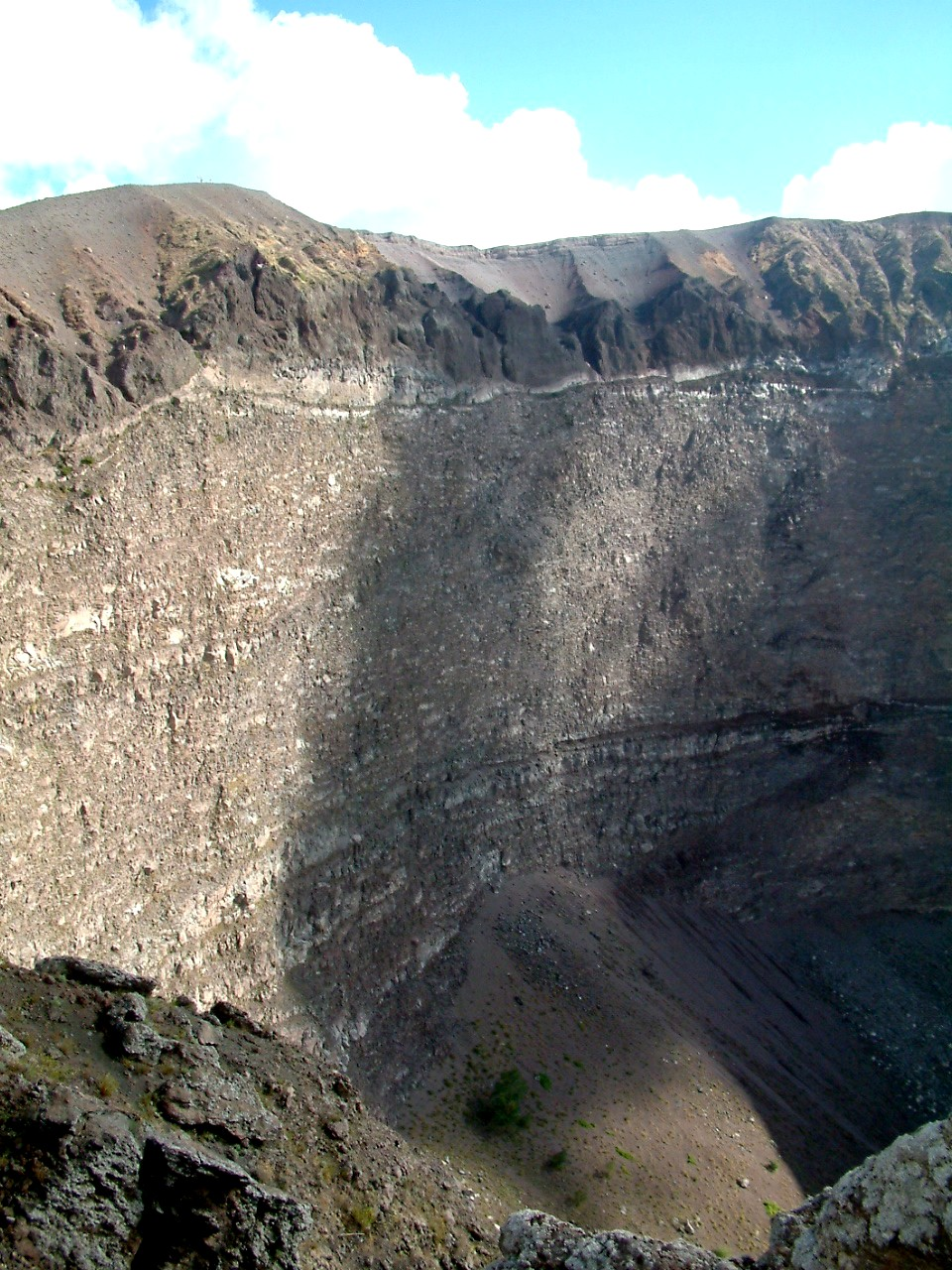
A kráter

A campaniai vulkáni térséget négy különböző részre lehet osztani sajátosságaik alapján: a Vezúv vulkáni kúpja, Roccamonfina vulkáni kúpja a Monte Santa Croce, Campi Flegrei valamint a Nápolyi-öböl vulkáni szigetei. Annak ellenére, hogy akár a Campi Flegrei, akár a Nápolyi-öböl szigetei kétségtelenül érdekesek nemcsak a szakértő, de a dilettáns látogató számára is, az évszázadok során mégis a Vezúv keltette fel a legtöbb ember érdeklődését. A Vezúv Földünk egyik legismertebb vulkánja, amelynek karakterisztikus kúpja uralja az egész Nápolyi-öblöt. Elsősorban ezen tipikus kúp forma keltette fel gondolkodók érdeklődését már a történelmi ókorban.
A Vezúv tipikus példája a vulkán a vulkánban morfológiának, olyannyira, hogy ezt a somma-cono-atrio felépítést róla nevezték el. Ennek lényege, hogy egy korábban beomlott kráter belsejében alakul ki egy új vulkáni kúp. A Vezúv elődje a Monte Somma (1133 m) volt; ez egy hatalmas, ősi kráter falának maradéka: ennyi maradt az eredetileg több ezer méter magas hegyből, miután az fölrobbant. A tulajdonképpeni Vezúv vagy Gran Cono (=nagy kúp) (1281 m) az egykori kráter közepén keletkezett, új vulkáni kúp. A Monte Somma vonulata és a Gran Cono közötti árok a Valle del Gigante (=óriások völgye), amelynek nyugati része az Atrio del Cavallo (lovak udvara), a keleti pedig a Valle dell’Inferno (pokol völgye). Leginkább az egykori Monte Somma északi oldala őrződött meg, és a vonulat legmagasabb részeként azóta is útját állja a Vezúvból észak felé induló lávafolyásoknak.
A vulkán korábbi alakjáról nagyon kevés adatunk van. A 79-es kitörésben elpusztult Pompeii és Herculaneum freskóiból arra következtethetünk, hogy a mai somma-cono-atrio felépítéssel ellentétben a Vezúv egyetlen kúpból állt. Ifjabb Plinius leírásából tudjuk, hogy mai alakját a 79-es kitörésben nyerte el, amikor a régi kúp felrobbant.
A vulkán lejtőinek meredeksége változó. A bő csapadék sugárirányú vízmosásokat (lagni) alakított ki rajta. A lávakőzetekből álló peremek meredek letörésekkel, árkokkal érnek véget. A régi kráter szélén egy sor kisebb csúcs található, elnevezésük cognoli (t. sz.). A Monte Sommával ellentétben, a Vezúv kúpjának magassága és alakja is gyakran változik: a gyakori kitörések lávát és vulkáni hamut raknak le és növelik a kúpot, aminek tetejét viszont rendszeresen lerobbantják a nagyobb kitörések.
A vulkánról lehordott törmeléket a patakok a hegy lábánál terítik el; ez a tufit (áthalmozott tufa: vulkáni-üledékes kőzet) nagy káliumtartalmának köszönhetően rendkívül termékeny.
A vulkán kerülete az 50 m-es tengerszint feletti magasságon 40 km. A geológusok megállapították, hogy a Monte Somma kráterének kerülete valaha 11 km volt – a mai Vezúvé csak 1,5 km. A mai kráter közepe kb. 250 m-re van a régiétől, amiből arra következtetnek, hogy a vulkáni kürtő is eltolódott. A sorozatos földcsuszamlások apránként feltöltötték a krátert, ami már csak kb. 200 m mély.
Ha jók a látási viszonyok, a vulkán tetejéről látszik az egész Nápolyi-öböl vidéke a Sorrentói-félszigettől Procidáig.
A Vezúv 79-es kitöréséről (pontosabban annak leírójáról) nevezték el a vulkáni működés egyik alapvető kitörés típusát plíniuszinak . Ennek lényege, hogy a hatalmas belső nyomás hatására nagy robbanások salakot és vulkáni hamut lövellnek magasan a levegőbe.

## Kitörések

### 79 előtt
A vidéken 300 000 éve kezdődött a vulkanizmus, ennek jellege azonban időről időre változott: így például a Monte Somma legrégebbi rétegei a Campi Flegrei vulkánjaiból származó, 34 000 éves campaniai ignimbriteken fekszenek. Maga a tűzhányó 25 000 évvel ezelőtt alakult ki a plíniuszi típusú, ún. cordolai kitörés következtében. Ezután kitörései effuzív (subplíniuszi) jellegűek voltak, és ezek lávafolyásai jelentősen hozzájárultak a kúp felépítéséhez. 17 000 éve újra változott a vulkáni működés típusa, és egy sor robbanásos plíniuszi kitörés következett.
A Vezúv fő kitörései 79 előtt:
| Kitörés neve                                             | Kitörés ideje | Rövid jellemzése |
| Cordola                                                  | 25 000        | - |
| Alsó (vagy sarnói) horzsakő (Pomici di Base)             | 17 000        | A 6-os fokozatú kitörés során alakult ki a Monte Somma kalderája. A kitörést kevésbé intenzív lávaömléses kitörések követték. |
| Zöld horzsakő (Pomici Verdoline)                         | 15 500        | 5-ös fokozatú volt, a VEI index szerint. |
| Mercato (más néven Pomici Gemelle vagy Pomici Ottaviano) | 7900          | VEI 6-os fokozatú volt, a VEI index szerint. |
| Avellino (Pomici di Avellino)                            | 3750          | 6-os fokozatú volt a VEI index szerint. A kitörés központja kb. 2 km-rel nyugatra volt a mai kráterhez viszonyítva és számos bronzkori települést elpusztított. A rendkívül jó állapotban fennmaradt leleteket 2001-ben fedezték fel Nola közelében. A megtalált bronzkori települést Pompeiihez hasonlóan, a Vezúv hamuja temette el. A kitörés nagyobb volt, mint a 79-es, a vulkáni anyagokat pedig 15 km-es távolságig szórta |

Ezt követően Kr. e. 217-ig gyakoribb, de kevésbé heves kitöréseket figyeltek meg. Az utolsóról Plutarkhosz és Silius Italicus is megemlékezik, ő Punica (Pun háború) című történelmi eposzában azt írja, hogy a Vezúv az Etnához hasonlóan lángcsóvákat bocsátott ki.
A következő évszázadokban a vulkán elcsendesült, a hegyet szőlőkertek borították. Spartacus a Vezúv lejtőjén építette ki hadi bázisát, Kr. e. 73-ban.
Sztrabón, görög történész Geographica című művében a Vezúvról szólva már csak feltételezi, hogy egykoron tűzhányó krátere volt. A hegy termékenységét az Etnához hasonlatosan a vulkáni működésnek tulajdonítja.
Vitruvius a De Architectura című írásában emlékezik meg arról, hogy az ősi időkben a Vezúv tűzzel borította a szomszédos síkvidékeket.
Diodorus Siculus, görög író Bibliotheca Historica című művében megemlíti, hogy a Campaniai-síkságot egykoron tüzes-síkságnak nevezték, mivel a Vezúv az Etnához hasonlóan lángokat ontott ki.
79-re a hegy és környéke a Római Birodalom egyik legsűrűbben lakott vidéke volt; lejtőit szőlőskertek és citrusgazdaságok borították. A Vezúv környékén épültek ki Pompeii, Herculaneum (Ercolano), Stabiae (Castellamare di Stabia), Oplontis (Torre Annunziata), Neapolis és Nuceria (Nocera) városai.

### A 79-es kitörés

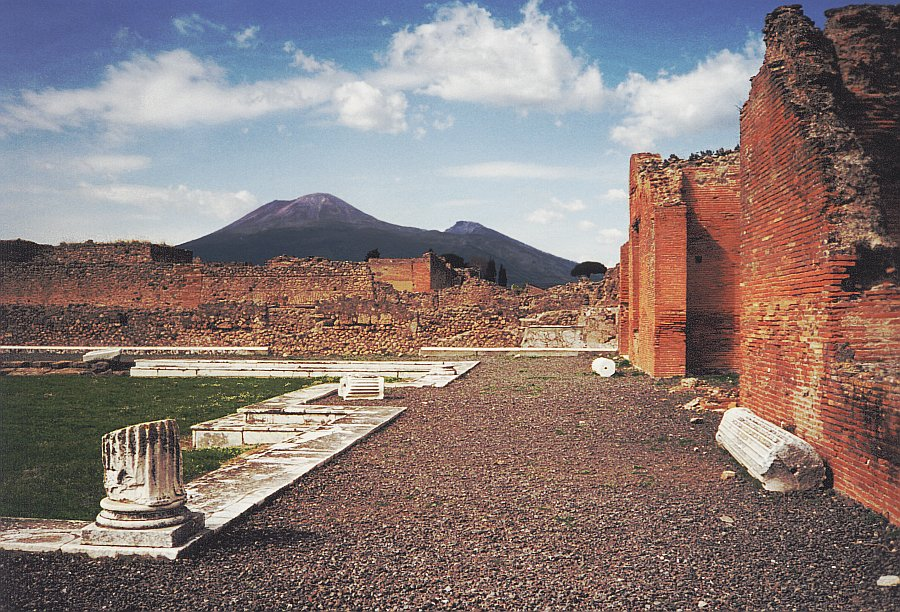
A Vezúv látképe Pompeiiből

A Vezúv kitörése előtt 17 évvel, (62. február 5-én) erős földrengés rázta meg a Nápolyi-öböl környékének településeit és elsősorban Pompeiiben okozott súlyos károkat. Ez a földrengés azonban inkább a lemeztektonikai mozgásoknak volt tulajdonítható, nem a vulkán működésbe lépésének. 64-ben egy jóval kisebb földrengés rázta meg a Nápolyi-öböl vidékét, ezt Suetonius a De Vita Caesarum című művében, valamint Tacitus is megemlíti. Az esemény arról nevezetes, hogy Nero neapolisi színházi fellépése idején következett be. Suetonius írásaiból tudjuk, hogy a császár a földrengés alatt tovább énekelt, Tacitus írásai pedig arról számolnak be, hogy a színház a kiürítése után rövid idővel összeomlott.
A Vezúv 79-es kitörése az első, történelmileg dokumentált hasonló jellegű esemény, bekövetkeztét számos földrengés, valamint a kutak kiszáradása jósolta meg. Amikor 79. augusztus 24-én bekövetkezett, a kitörő izzó anyagok és gázok felrobbantották a hegy egyik oldalát és anyagát 2 km-es távolságban szórták szét. Ekkor alakult ki a Gran Cono (Nagy Kúp), a vulkán új krátere, amely az elkövetkezendő évszázadokban a Nápolyi-öböl képének egyik meghatározó eleme lett.
A kitörés elpusztította Pompeii, Herculaneum és Stabiae városát, ezáltal az ókor egyik legsúlyosabb katasztrófájaként tartják számon. Az ijesztő jelenségnek idősebb Plinius is tanúja volt, aki abban az időben a misenumi római flotta parancsnokaként tevékenykedett. Plinius maga is a vulkánkitörés áldozata lett, miután flottájával Stabiae lakosainak segítségére sietett. Unokaöccse ifjabb Plinius, Misenumból figyelte az eseményeket, majd később (106-ban) részletesen le is írta őket. Írásait az első vulkanológiai feljegyzésekként tartják számon. Ezekből nemcsak a jelenséget lehet rekonstruálni, hanem betekintést kaphatunk abba is, mennyire félelmetes és ijesztő volt a helyszínen tartózkodók számára.
Plinius írásaiból illetve a Pompeii és a többi elpusztított város területén végzett ásatások és geológiai vizsgálatok alapján a 79-es kitörést a plíniuszi kategóriába sorolták, és három fázisát különítették el:
- Az első fázis augusztus 24-én kezdődött 13 órakor, és elsősorban freatomagmás jelenségekben (magma és víz kölcsönhatása) nyilvánult meg. Ezt követően megnyílt a vulkáni kürtő egy sor erős robbanás következtében, ekkor robbant fel a Monte Somma kalderája, és ennek közepén kialakult az új vulkáni kúp, a Gran Cono.
- A második fázis augusztus 25-én következett. Ekkor alakult ki a vulkán feletti gázokból, hamuból és piroklasztokból álló kitörési oszlop, amely 15 km magasságig emelkedett. A kitörést erős földlökések kísérték. Egyes feltételezések szerint az oszlop akár 26–32 km magasságig is emelkedhetett. A vulkánból kiömlött láva 4 m vastagon terült el, és 2,6 km távolságig eljutott. Az éjszaka folyamán, miután a vulkánkitörés ereje gyengült, az oszlop saját súlya alatt összeomlott, és a vulkán lejtőjén piroklaszt ár formájában alázúdult. A Pompeiiben megvizsgált kőzetminták alapján az ár hőmérséklete 240-400 °C között lehetett. Ebből az feltételezhető, hogy kitöréskor a felhő hőmérséklete elérte a 850 °C-ot.
- A harmadik fázis augusztus 25-én, a délutáni órákban következett be. Ekkor újabb kitörési oszlop alakult ki a vulkáni gázokból, hamuból és kőzetekből, amely az előzőnél kisebb volt, viszont elérte Misenum térségét. Ebben a fázisban kb. 3–4 km³ láva került a felszínre.

A kitörés környéke

Ifjabb Plinius írásaiból tudjuk, hogy a vulkánkitörést követő földrengések során a tengervíz előbb visszahúzódott, majd erős hullámzással visszatért (ezt a jelenséget ma cunaminak nevezik).
A két elpusztított város, Pompeii és Herculaneum lakosainak számáról csak becslések vannak, így nem ismert pontosan a kitörésben elhunytak száma. Pompeiiben 1150 holttestre – pontosabban azok a hamu által megőrzött üregére – bukkantak, Herculaneumban pedig kb. 350 emberi csontvázat hoztak a felszínre. Ezen számok azonban nem tükrözik a teljes létszámot, az egész vidéken jóval többen estek áldozatául a kitörésnek.
A lakosság nagyobb része (62%) a piroklasztikus árban pusztult el, valamint a mérgező gázfelhőben és vulkáni anyag záporában, 38%-a pedig a vulkáni hamu lerakódása következtében, aminek súlya alatt a tetők beszakadtak, maguk alá temetve a házakban menedéket keresőket.
Mivel Herculaneum a Vezúv nyugati oldalán helyezkedett el, a vulkán kitörésének kezdeti fázisa csak kismértékben érintette a várost: míg Pompeii háztetői beroskadtak a lerakodó vulkáni hamu alatt, addig Herculaneumra alig néhány centiméter vastagságú hamu hullott. A kitörési oszlop összeomlása következtében piroklasztikus ár alakult ki, amely több mint 100 km/h sebességgel vonult le a vulkán lejtőin. A 400 °C hőmérsékletű gáz, hamu és lapilli gomolygó tömege rövid idő alatt elérte a várost, amelynek utolsó lakóit pillanatok alatt megölte. A folyam kevés kárt okozott az épületekben, és lassan feltöltötte őket vulkáni anyaggal.
A kitörés következtében fellépő földmozgások során megváltozott a Sarno folyó medre, és megemelkedett a tengerpart is, aminek következtében Herculaneum kikötője ma 500 m-rel beljebb fekszik.

### 79-től 1631-ig
A 79-es kitörést követő időszakból nagyon kevés információ áll rendelkezésre a Vezúv működését illetően. Az első írásos emlék a vulkáni működés folytatódásáról Galénosztól származik, aki 172 körül arról ír, hogy „a (Vezúv) anyaga még fortyog”. Cassius Dio 203-ban egy kitörést említ meg, amit Capuából is hallani lehetett, mintegy 40 km-re a hegytől.
Két erősebb kitörés volt 472-ben, illetve 512-ben. Marcellinus Comes írásaiból tudjuk, hogy 472. november 6-án a Vezúv kitört, a nappalt éjszakává változtatva és Európát hamuval fedve. Az 512-es kitörésről jóval több adat áll rendelkezésre Cassiodorus (Nagy Theodorik főhivatalnoka) feljegyzéseinek köszönhetően. A királyhoz címzett levelében kéri a kitörés által érintett lakosok adózás alóli felmentését. Ugyanezen levelében arról ír, hogy levegő megtelt hamuval, a hegy oldalán pedig vörös, forró árak zúdultak alá, amelyek mindent útjukba eső tárgyat fölégettek.
További kitörésekről van adat 685-ből, 787-ből, valamint 968-ból. Ez utóbbi arról nevezetes, hogy leírása tartalmazza az első lávaár hiteles jellemzését. Szerzője, Leo Marsicanus a Monte Cassinó-i apátság krónikaírója. A 991-es, 993-as és 999-es kitörések leírását némi fenntartással kell kezelni, ugyanis az ezredik év közeledtével a lakosság gondolatát a világvége foglalkoztatta. Ugyancsak Leo Marsicanus tesz említést az 1037. január 27-i kitörésről, amely hat napig tartott. A Monte Cassinó-i apátság krónikái két későbbi kitörést is megemlítenek még: 1068-ból illetve 1078-ból.
Az addigi utolsó jelentős kitörés, amelyet hosszan tartó nyugalmi periódus követett, 1139. június 1-jén következett be. A korabeli krónikák szerint nyolc napig tartott és hamuval borította Salernót, Beneventót, Capuát és Nápolyt.
Az 1139–1631 közötti időszakból mindössze egyetlen kisebb kitörésről van információnk (1500).

### Az1631-es kitörés
A Vezúv 1631-es kitörése a 472-es és 512-es kitörések utáni legnagyobb. 131 év nyugalmi állapot után következett be, amikor a Gran Cono tetejét már régóta fák borították és a helyi lakosok már nem is beszéltek a vulkán kitöréséről. A hegyet ekkor La Montagna di Somma néven ismerték.
A kitörést megelőző hónapokban erős földrengések rázták meg a vidéket. Ezek önmagukban még nem adtak okot különösebb aggodalomra, hiszen az Appenninek vidékén ez eléggé gyakori jelenség. Bár a szeizmikus mozgások jelentősen felerősödtek a kitörést megelőző napokban, maga a kitörés mégis váratlanul érte a lakosságot. A kitörés erős robbanással indult 1631. december 15-e éjszakáján és paroxizmusa két napig tartott.

### 1631-től 1944-ig

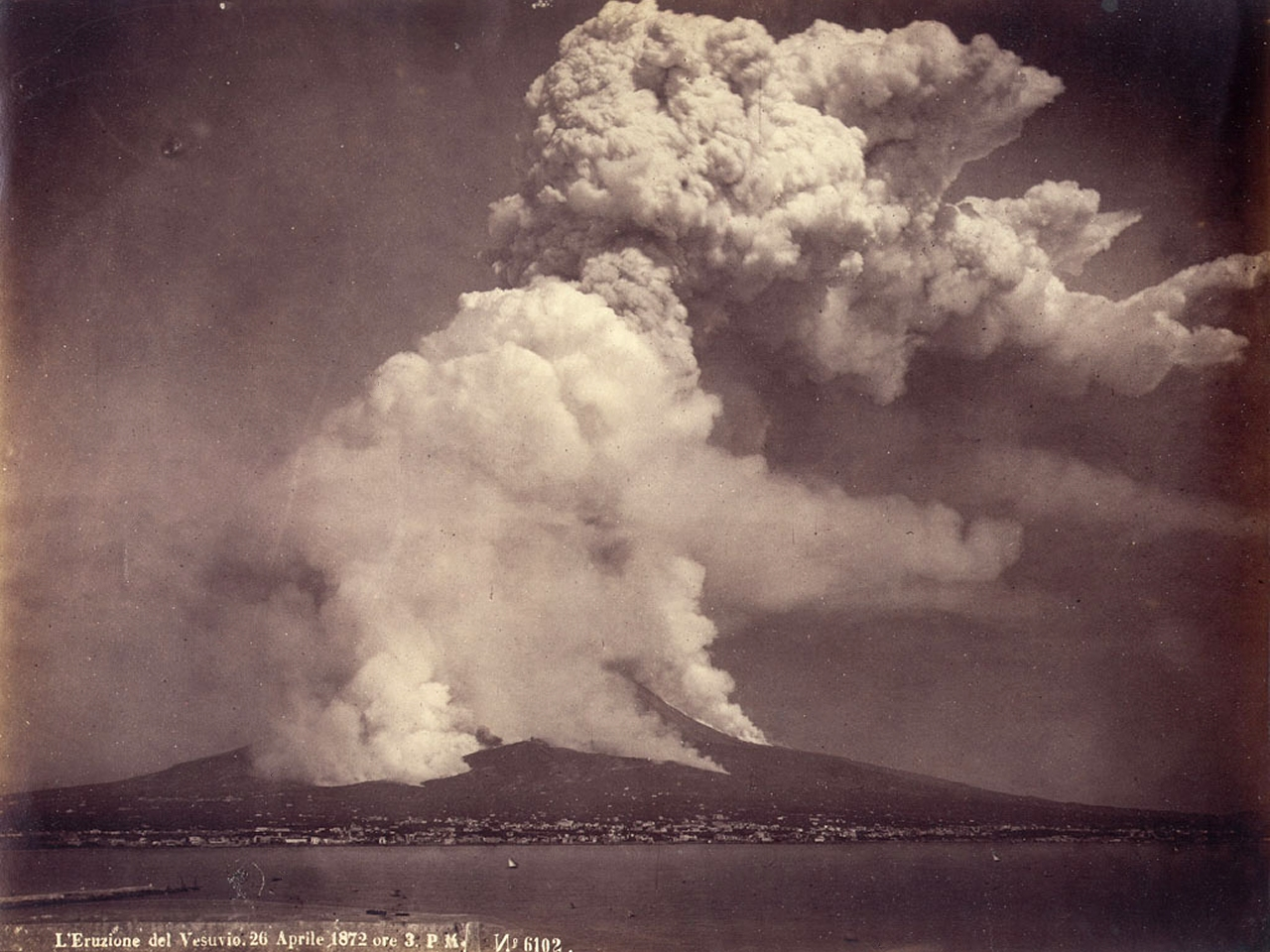
A Vezúv 1872-es kitörése

Az 1631-es kitörés a Vezúv működésének új fázisát nyitotta meg, amit néhány rövidebb, csendesebb időszakot leszámítva, erős effuzív-explozív (elsősorban szubplíniuszi) kitörések jellemeznek. Ezen kitörések ereje a vulkánkitörési index szerint 2-es és 3-as fokozatúak voltak.
A következő kitörés 1660-ban következett be, de ekkor már jelentősen kisebb károkat okozva. Az elkövetkező két évszázad kitöréseinek is gyengébb erejük volt. Megemlítendők az 1737. május 19-i kitörés, valamint az 1794. június 15-i, amelyek során a lávafolyam elpusztította Torre del Greco nagy részét. Napjainkban a város nevezetességei közé tartozik a harangtorony, amit kétemeletnyi magasságban elborított a láva. További lávaömlések mentek végbe 1822-ben, 1834-ben, 1850-ben és 1855-ben. Az 1861-es kitörésnek ismét Torre del Greco városa esett áldozatul, miután a lávafolyam mintegy kettészelte a települést. Az 1872-es kitörésben Massa di Somma és San Sebastiano al Vesuvio települések pusztultak el, ugyanekkor a láva elérte az obszervatórium épületét is, jelentős károkat okozva benne.
A következő jelentősebb kitörés 1906-ban történt. A vulkán már februárban elkezdte jellegzetes fülsiketítő morgásait. Március 28-án a füstcsóvája sárga színűre változott, a lejtőkön lakók pedig fullasztó kénes szagokról panaszkodtak. A Vezúv lejtőit borító termőterületek napokon belül teljesen felégtek. Április 4-én erős földrengés harangozta be a kitörést, két nappal később a Vezúv hatalmas mennyiségű izzó anyagot lövellt ki, majd április 7-e éjszakáján az izzó láva elindult a vulkán lejtőin lefelé, először Boscotrecase települést fenyegetve. Miután az első épületek összedőltek, a lakosság egy része a település templomába menekült, ahol segítségkérő misére készültek, amikor rájuk omlott a hamutól megterhelt tető. A másik, nagy károkat szenvedett város Torre Annunziata volt: a lávaár ugyan nem érte el, de a vulkáni hamu zápora jelentős pusztításokat okozott. A heves paroxizmus során a kúp teteje beomlott és a Vezúv mintegy 180 méterrel lett alacsonyabb. A kitörés április 21-én csendesült el.
Az 1913 és 1944 közötti időszakban explozív és effuzív kitörések váltották egymást, folyamatosan gyengülő intenzitással. Ebben a periódusban mintegy 250 millió m³ láva ömlött ki.

### Az 1944-es kitörés
1944. január 6-án egy kiújult eruptív szakaszba lépett a vulkán, aminek ereje fokozatosan gyengült, majd március 13-án véglegesen megszűnt, miután a beomló kúp eltömte a kürtőt. Március 18-án, délután 4 órakor a vulkáni kürtő hirtelen, bőséges effuzióval megnyílt, amely elpusztította a vulkán lejtőjén fekvő Massa di Somma és San Sebastiano al Vesuvio településeket. Ez a fázis március 21-ig tartott. Ebben a rövid időszakban 21 millió m³ láva ömlött ki a Vezúvból. A következő fázisban, mely március 22-éig tartott, a Vezúv szökőkút formájában lövellte ki az izzó anyagot. A vulkáni hamu a kitörés erejének következtében 5 km magasságig jutott. A felerősödő szél pedig több mint 16 km távolra hordta a hamut, elsősorban délkeleti irányba. Ezen, 19 órán át tartott fázis során a „láva-szökőkút” jelenség 8-szor ismétlődött meg, ezek közül az első hét egy óránál rövidebb ideig tartott, míg az utolsó öt órán át ejtette csodálatba megfigyelőit. A kitörés harmadik fázisát vegyes kitörések jellemezték, a rendkívül változó kilövellt vulkáni anyag miatt. A kitörés hevessége miatt a kilövellt vulkáni anyag (elsősorban hamu) ismét 5 km-nél magasabbra emelkedett, és az erős szelek miatt több mint 500 km távolba is eljutott (pl. Albániába). Március 23-án délután 2 órakor a vulkán belépett kitörésének negyedik és egyben utolsó szakaszába, amelyet erős szeizmikus lökések és robbanások jellemeztek. A kitörés március 29-éig tartott. Április folyamán a kúp teteje beomlott és így 200 méterrel alacsonyabb lett. Ugyanekkor végleg eltűnt a Vezúv évszázadokon át aktív füstcsóvája is.
A Vezúv főbb kitörései 1631–1944 között:
| Kitörés kezdete     | Kitörés típusa   | Megjegyzések                                                                          |
| 1660. július 3.     | Explozív         | Hamuval borította a hegytől északkeletre levő területeket.                            |
| 1694. április 13.   | Effuzív          | Lávaárral borította Torre del Grecót                                                  |
| 1698. május 25.     | Effuzív-explozív | Hamuval borította Boscotrecasét, Torre Annunziatát és Ottavianót                      |
| 1707. július 28.    | Effuzív-explozív | -                                                                                     |
| 1737. május 20.     | Effuzív-explozív | Lávaárral borította Torre del Grecót                                                  |
| 1760. december 23.  | Effuzív-explozív | A déli oldalon másodlagos kürtők nyílnak. Lávája Torre Annunziata irányába folyik.    |
| 1767. október 19.   | Effuzív-explozív | Lávája Torre Annunziata és San Giorgio a Cremano irányába folyik.                     |
| 1779. augusztus 8.  | Explozív         | Vulkáni hamu és lapillik pusztítanak Ottavianóban.                                    |
| 1794. június 15.    | Effuzív-explozív | A délnyugati oldalon másodlagos kürtők nyílnak. Lávaár pusztítja el Torre del Grecót. |
| 1822. október 22.   | Effuzív-explozív | Lávája Torre del Greco és Boscotrecase irányába folyik.                               |
| 1834. augusztus 23. | Effuzív-explozív | Lávája Poggiomarino irányába folyik.                                                  |
| 1850. február 6.    | Effuzív-explozív | -                                                                                     |
| 1855. május 1.      | Effuzív          | A láva elpusztítja Massa di Somma és San Sebastiano al Vesuvio települést.            |
| 1861. december 8.   | Effuzív-explozív | A délnyugati oldalon másodlagos kürtők nyílnak.                                       |
| 1868. november 15.  | Effuzív          | -                                                                                     |
| 1872. április 24.   | Effuzív-explozív | A láva ismét pusztít Massa di Somma és San Sebastiano al Vesuvio településen.         |
| 1906. április 4.    | Effuzív-explozív | Lávája Torre Annunziata irányába folyik, erős robbanásos működés jellemzi.            |
| 1929. június 3.     | Effuzív          | Lávája Terzigno irányába folyik.                                                      |
| 1944. március 18.   | Effuzív-explozív | A láva ismét pusztít Massa di Somma és San Sebastiano al Vesuvio településen.         |

### A jövőbeli kitörések előrejelzése

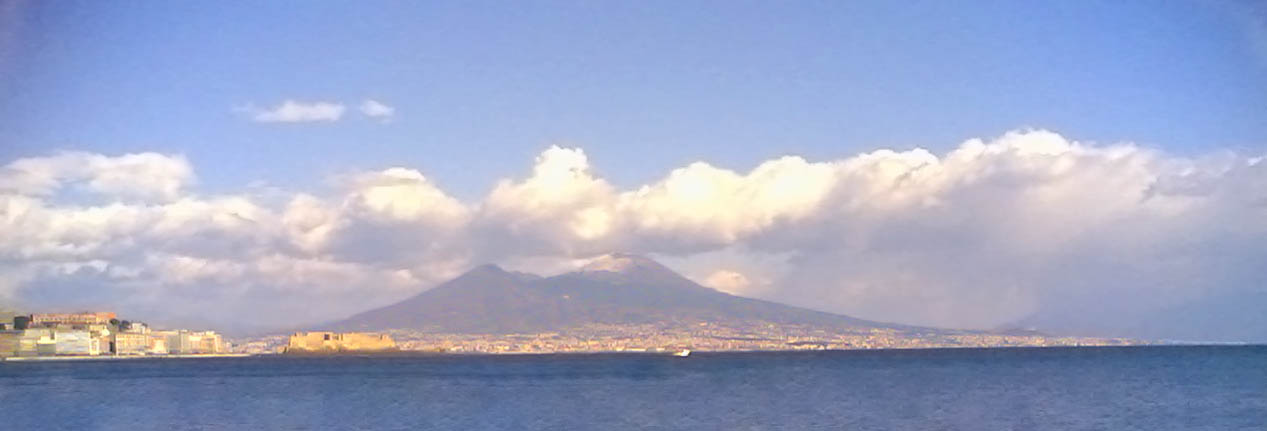
A Vezúv látképe Nápolyból

Nagyobb, plíniuszi kitörések, amelyek 1 km³ vagy ennél is több magmát a felszínre juttatnak (mint például a 79-es kitörés) ritkán, több ezer éves időközönként következnek be. A kisebb, szubplíniuszi típusú kitörések (mint pl. a 472-es és az 1631-es) viszont sokkal gyakoribbak, mindössze néhány évszázados időközökkel. Az 1631-es kitörést követően, az 1944-es kitöréssel bezárólag eltelt időszakban a Vezúv néhány évenként, kisebb kitörések során 0,001-0,01 km³ magmát juttatott a felszínre. Megállapították, hogy a Vezúv egy kitörése által a felszínre dobott magma mennyisége lineárisan nő az előző kitörés óta eltelt idővel, ami kb. 0,001 km³-nyi magmát jelent minden nyugalmi állapotban levő évben. Ezt figyelembe véve elmondható, hogy egy 80 éves nyugalmi periódus után bekövetkező kitörés kb. 0,08 km³-nyi magmát hozna a felszínre.
Minél hosszabb ideig marad a magma a föld alatti kamrában, annál magasabb olvadási pontú alkotóelemei kristályosodnak ki (pl. olivin-kristályosodás). Ennek következtében a feloldott gázok (elsősorban vízgőz és szén-dioxid) koncentrációja a folyékony magmában megnő, ami a kitörés erejét megnöveli. Amint a gázokban gazdag magma egy kitörés során eléri a felszínt, a takarókőzetek által kifejtett nyomás drasztikusan lecsökken, aminek következtében a gázok elillannak a folyékony magmából, robbanást idézve elő. Ugyanakkor az alacsony olvadáspontú anyagok újrakristályosodása során megnő a magma szilikáttartalma, ami által viszkózusabbá válik, hozzájárulva a robbanásos kitörés erejének növekedéséhez.
A fentebb leírtakat figyelembe véve a biztonsági intézkedések felállítása során egy 1631-hez hasonló erejű (VEI 4-szint) kitöréssel számolnak a szakemberek. Ebben az esetben a vulkán lejtői, illetve egy 7 km sugarú terület a vulkán körül lehet érintett egy esetleges vulkanikus törmelékár kialakulásában, míg a távolibb területeket a kiontott vulkáni hamu mennyisége veszélyezteti. A széljárást is figyelembe véve elsősorban a vulkántól délre és keletre fekvő területek a veszélyeztetettebbek és akár Salernót vagy Avellinót is elboríthatja a hamu. Ebben az esetben a legpesszimistább feltételezés mintegy 100 kg/m² vulkáni hamu lerakódása, amely már a háztetők beomlásához vezet. Északnyugati irányban, azaz Nápoly irányába feltehetőleg a hamuzápor nem terjed tovább a vulkán lejtőinél. Figyelembe kell venni azonban, hogy számos, előre nem látható esemény is befolyásolhatja a kitörés lezajlását.
A Vezúv körüli vidék rendkívül sűrűn lakott. A biztonsági intézkedések egy esetleges kitörés legalább 20 napos előrejelzésével számolnak, mintegy 600 000 ember kitelepítését irányozzák elő az elsődlegesen veszélyeztetett övezetből (zona rossa – vörös zóna). A kitelepítés vasúton, hajóval és közúton (személyautókkal és buszokkal) mintegy 7 napot venne igénybe. A lakosságot elsősorban Olaszország távolabbi részeibe evakuálnák, akár több hónapos időszakra is. A biztonsági intézkedések sarkalatos kérdése az evakuálás kezdeti időpontjának meghatározása. Amennyiben túl későn kezdenék a mentési intézkedéseket, megnőne a potenciális áldozatok száma. Ha pedig az első gyanús jelre evakuálnák a lakosságot, megtörténhet, hogy a kitörés pusztán vaklármának bizonyul. Ez utóbbira volt már példa: 1984-ben, amikor 40 000 embert evakuáltak a Campi Flegrei vidékéről, viszont kitörés nem következett be.
Napjainkban arra törekednek, hogy csökkentsék az ún. „vörös zónában” lakók számát, az illegálisan felhúzott épületek lebontásával, a vulkán magasabb területeinek nemzeti parkká nyilvánításával, amely meggátolja az újabb építkezést, valamint pénzügyi juttatásokkal stimulálva a kiköltöző lakosságot. Mindezen intézkedések célja az evakuálási időszak lecsökkentése 2-3 napra, az elkövetkezendő 20-30 évben.
A vulkánt a Vezúv-obszervatóriumból monitorozzák kiterjedt szeizmikus és gravimetriás szondák segítségével, valamint a fumarolák által kibocsátott gázok kémiai vizsgálatával. Ezek célja meghatározni a magmának a felszín felé történő emelkedését, eddig 10 km-es mélységig, ami azt jelenti, hogy a közeljövőben nem várható kitörés.

## A Vezúv-obszervatórium

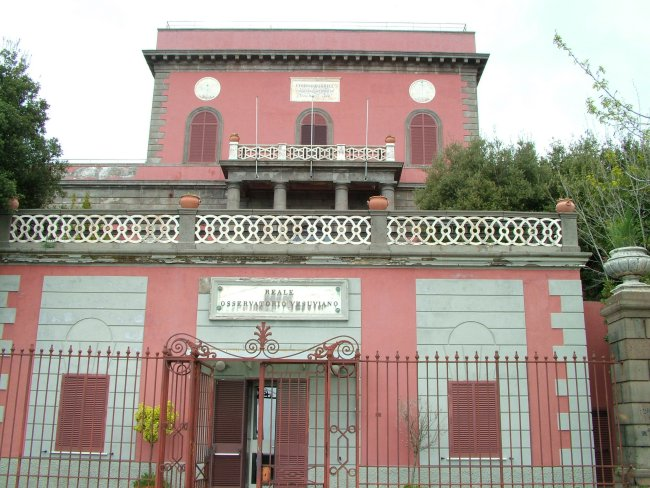
A Vezúv-obszervatórium régi épülete

Az obszervatórium a Vezúv nyugati lejtőjén található egy elszigetelt halom tetején, mintegy 608 méterrel a tengerszint felett. Az épületet Gaetano Fazzini építette neoklasszikus stílusban 1840 és 1845 között II. Ferdinánd király megbízásából, aki különleges figyelmet szentelt a vulkán tanulmányozásának. Az obszervatórium építésekor a legfejlettebb építészeti megoldásokat alkalmazták és figyelembe vették a jövőbeni kitörések pusztító erejét. Az épület falait a kitöréseket megelőző földrengések miatt megvastagították, a tetőt pedig a lerakodó vulkáni hamu és lapilli figyelembe vételével beomlásbiztosra tervezték.
Az intézmény első igazgatója Macedonio Melloni, híres olasz fizikus volt. Az intézményt 1845 és 1849 között vezette, ekkor a liberális eszméi, valamint a risorgimento támogatása miatt bocsátottak el. Utódai közül említésre méltó Luigi Palmieri (1856–1896 között vezette az intézetet), aki az 1872-es kitörés során a közeledő lávaár ellenére az intézetben maradt vizsgálni a kitörés által okozott elektromos jelenségeket. Raffaele Vittorio Matteucci (1902–1911 között vezette az intézetet) az 1906-os kitörés hőseként él a köztudatban: szintén az utolsó pillanatig, súlyosan sebesülve is a mérőműszerek mellett maradt. Az obszervatórium vezetői között találjuk Giuseppe Mercallit, akinek nevéhez fűződik a 12 fokos, földrengések erejét osztályozó Mercalli-skála. Halála után, 1914-ben, az obszervatóriumot a Nápolyi Egyetem Földfizikai Karának rendelték alá, azonban 1926-ban ismét önálló intézménnyé nyilvánították, nagyobb mozgásteret biztosítva az itt dolgozó tudósoknak. Az épületet többször is kibővítették, és újabb mérőműszereket helyeztek el. Napjainkban meteorológiai, szeizmikus, gravimetriai méréseket végeznek. Az obszervatórium működésének elsődleges jelentősége van egy jövőbeni kitörés előrejelzésében.

## Vulkánturizmus
Az évszázadok során a Vezúv, elsősorban félreismerhetetlen alakjának, valamint egykor füstölgött kúpjának köszönhetően az európai utazók számára zarándokhely volt. Már az ókorban számos római tudós és művész megfordult lejtőin és feljegyzéseikből a hegy iránti csodálat sugárzik. Az első tudományos jellegű feljegyzések Senecától, Sztrabóntól valamint a két Pliniustól származik. Vergilius főművében az Aeneisben viszont költőibb leírását adja a tűzhányónak. A korabeli feljegyzésekből kitűnik, hogy a rómaiak utat építettek a Vezúvra és, hogy a vulkán megmászása mindennapi esemény volt. A 79-es kitörés következtében elpusztult utak és a középkorra jellemző demográfiai visszaesés miatt a Vezúv megmászásáról a következő évszázadokból kevés feljegyzés maradt fent. A vulkán iránti érdeklődés a reneszánsz ideje alatt éledt fel, amikor a természettudósok egyik kedvelt vizsgálódási tárgyát képezte. Az igazi fellendülésre a Vezúv tanulmányozása során, a 19. században került sor, miután lecsapolták a vulkán körüli mocsaras területeket és létrehozták az első összefüggő úthálózatot a vidéken. Ekkor a Vezúv lejtőit ösvények, utak szabdalták, megkönnyítve a látogatók feljutását a kúp tetejére. A 19. században Goethe háromszor is megmászta a tűzhányót, élményeit pedig az Olaszországi utazások című verseskötetében örökítette meg. A vulkán tövében hatalmas palotákkal és villákkal rendelkező nápolyi nemesség körében is egyre gyakoribbá váltak a vezúvi kirándulások és a társadalmi jólét fejlődésével a városi középosztály számára is elérhetővé vált a füstölgő hegy csúcsára való felkapaszkodás. Egy hasonló hegymászást írt le 1875-ben Antonio Stoppani, lombardiai tudós és író az Il Bel Paese című művében.
A vulkánról összegyűjtött ismeretanyag bővülése során a látogatókban és a lakosokban egyaránt megnőtt a bizalom a Vezúv iránt, ami nem egyszer tragikus kimenetelű kirándulásokhoz vezetett az előreláthatatlan kitörések miatt. Erre példa az 1872-es kitörés, amely elpusztította Massa di Somma és San Sebastiano al Vesuvio településeket. Egy nagy csapat kirándulót, akik a jelenséget figyelték, maga alá temetett a Vezúv lejtőin alázúduló láva. A 19. század közepére, a látogatók számának növekedésével megnőtt a Vezúv lejtőin elterülő erdőkben tábort verő banditák és rablók száma is, akikkel a nápolyi katonaság nem egyszer keveredett halálos tűzpárbajba. Az 1863-ra kiépült első szerpentinesen haladó út már elérte a Gran Cono peremét. Az érdeklődőket szamárháton vitték fel egy darabon, majd az utolsó néhány száz métert gyalogosan kellett megtenniük az 50–70%-os lejtőn. 1873-ban az elérhetőség megkönnyítése érdekében megépítették az első kábelvasutat, amely az obszervatóriumtól vitte fel az utasokat a hegy tetejére.

### A vezúvi siklóvasút

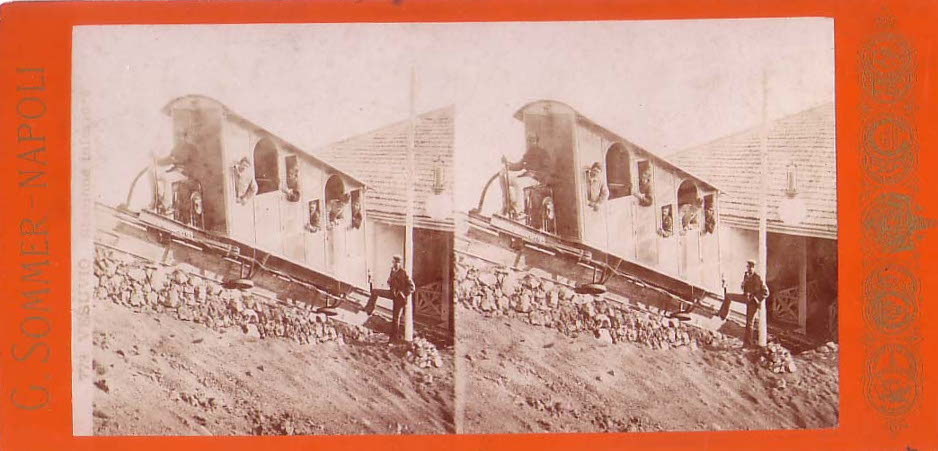
A vezúvi siklóvasút egy korabeli postai üdvözlőlapon

A vezúvi siklóvasút a maga idejében az egyetlen olyan közlekedési eszköz volt, amely egy működő vulkán tetejére szállította az utasokat. Alsó állomása a Vezúv-obszervatórium közelében volt, innen szállította a látogatókat a kráter peremének a közelében lévő, felső állomásra.
A siklóvasút ötlete Oblieght Ernő magyar befektetőtől származik, aki 1878-ban 30 éves bérleti szerződést kötött a vasút által elfoglalt területekre. Az építkezés 1880-ra fejeződött be. A próbajárat május 25-én indult, míg hivatalosan csak június 10-étől nyílt meg a nagyközönség számára. A siklóvasutat hatalmas lelkesedés fogadta, ennek egyik legkiválóbb bizonyítéka a Funiculì, Funiculà című dal, amit Peppino Turco nápolyi újságíró írt és Luigi Denza zenésített meg. A dal a vezúvi siklóvasút megnyitásáról szól. Oblieght 1886-ban vállalkozását eladta a francia Sociètè Anonyme du Chemin de Fer Funicolaire du Vèsuve társaságnak. Ekkor naponta kb. háromszáz látogatója volt a Vezúvnak. A franciák pénzügyi okok miatt 1888-ban eladták a Thomas Cook and Son Company vállalkozásnak. Hamarosan (1903) feltépült a Pugliano (Ercolano része)-Vezúv fogaskerekű vasút is, ami egyre több látogatót hozott a siklóvasút alsó állomására. Emiatt az új tulajdonosok kénytelenek voltak bővíteni a siklóvasút kapacitását. A siklóvasút súlyosan megsérült az 1906-os kitörés során: az alsó és felső állomások is súlyosan megrongálódtak, valamint a használatban lévő két kocsi is. 1909-re azonban felépült az új siklóvasút. A következő, 1911-es kitörés csak a felső állomást rongálta meg, amelyet hamar helyreállítottak. Az 1929-es kitöréstől viszont megmenekült, de az 1944-es kitörésben viszont ismét teljesen megsemmisült. Egy új siklóvasút építését 1988-ban kezdték el, de a munkálatokat 1991-ben véglegesen leállították. A munkálatok során viszont sikerült kiásni egy korábbi kitörés során elpusztult kocsi maradványait.

### A vezúvi fogaskerekű vasút
Noha a siklóvasút nagy sikernek örvendett a látogatók körében, mégis az alsó állomásának elérése lóháton több mint négy órát vett igénybe Nápolyból. Thomas Cook és vállalkozása ekkor úgy döntöttek, hogy egy Nápolyt a kábelvasút alsó állomásával összekötő vasútvonalat építenek. Az eredeti tervek szerint a nápolyi Piazza Municipioról indultak volna a szerelvények a Vezúv irányába. Mivel a projekt rendkívüli költségeket feltételezett volna, elvetették. A Circumvesuviana vasútvonal megépülésével 1901-ben felmerült egy fogaskerekű vasút megépítése Puglianóból (Ercolano része) a Vezúvra. A svájci mérnökök által megtervezett vasút építése 1902-ben kezdődött és egy évvel később, 1903. szeptember 28-án hivatalosan megnyitották a forgalom számára. Noha a Vezúv kitöréseit átvészelte, a kábelvasút megsemmisülése miatt a turistaforgalom is számottevően visszaesett, emiatt 1945-ben Thomas Cook and Son Company eladta a Circumvesuvianát is üzemeltető SFSM vasúttársaságnak.
Az új tulajdonosok kezdetben a fogaskerekű vasút rehabilitálásán és a kábelvasút megépítésén gondolkodtak, pénzügyi vonzatai miatt azonban hamar elvetették az ötletet, és közút valamint egy új drótkötélpálya megépítése mellett döntöttek. A vasutat 1955-ben zárták be és 1958-ban számolták fel teljesen.

### A vezúvi drótkötélpálya
A drótkötélpálya építésére elsősorban a kábelvasút hatalmas helyreállítási költségei miatt került sor. Mindössze három év alatt építették fel 1951–1953 között az egykori kábelvasút nyomvonalán. Noha 1953–1984 között 100 000 embert szállított, mégsem volt képes kielégíteni az egyre növekvő számú látogatók igényeit, emiatt 1984-ben véglegesen bezárták.

## Egyéb látnivalók

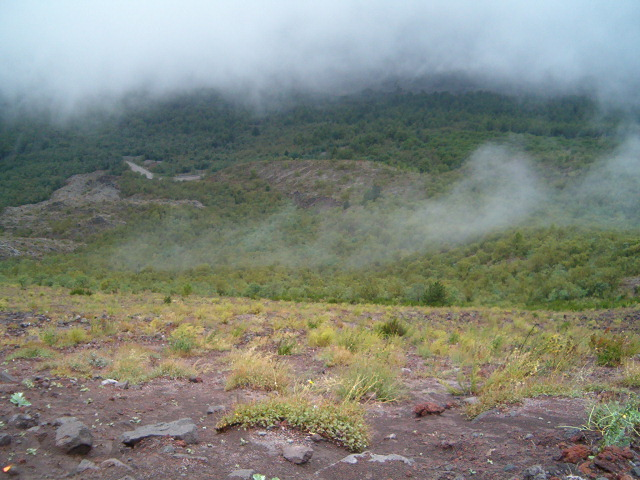
Az Atrio del Cavallo felhős időben

### Fosso Vetrana
A Fosso Vetrana a Vezúv nyugati lejtője mentén található. Egy árok, amelyben a különböző kitörések megszilárdult lávaárjai láthatók. Az Ercolanóból a vulkánra vezető út ezen az árkon halad keresztül, így a turisták előtt láthatóvá válnak az 1872-es, 1895-ös és 1899-es kitörések megszilárdult lávaárjai. A Vezúv lejtőinek alsó részeivel ellentétben, itt már jóval ritkább a növényzet.

### Colle Umberto
A Colle Umberto egy 200 m magas domb a Vezúv nyugati lejtőjén, mely az 1895-ös és 1899-es kitörések között keletkezett. Tulajdonképpen egy lávadóm, amelyet a lejtőn lassan lefolyó makrokristályos szerkezetű kötélláva alakított ki. A kb. 100 000 köbméter lávából felépült domb ma az obszervatórium egyik lényeges védvonala esetleges újabb kitörések esetén.

### Monte Somma
A Monte Somma az egykori vulkáni kráter maradványa, amely a jelenlegi kúpot, a Gran Conót félkörívben, bástyaszerűen körülöleli. A hegy gerince vékony és erősen csipkézett. Gyakoriak a földcsuszamlások. Legmagasabb pontja a Punta Nasone csúcs 1132 méteren. Ez nehezen, egy szűk ösvényen közelíthető meg.

### Atrio del Cavallo
Az Atrio del Cavallo a Monte Somma és a Gran Cono közötti völgy nyugati része. A turisták zöme ezen keresztül közelíti meg a vulkáni kúpot. A völgy 1000 méter magasan található, felszíne pedig mobilis a lerakódott apró lapillirétegeknek köszönhetően. Nevét, melynek magyar jelentése a lovak udvara, annak köszönheti, hogy a hegyre látogatók idáig juthattak el ló- vagy szamárháton, innen pedig gyalog kellett megtenniük a kráter pereméig vezető utat. A völgyet a különböző kitörések lávaárjai szabdalják, egyeseket közülük azonban már buja növényzet borít.

### Valle dell’Inferno
A Valle dell’Inferno a Monte Somma és a Gran Cono közötti völgy keleti része, az Atrio del Cavallo folytatása. Ellentétben az utóbbitól kopárabb és rögösebb. Ez a sivár és nyomasztó táj magyarázatot is ad nevének eredetére (a pokol völgye).

## Vezúvi Nemzeti Park
A Vezúvi Nemzeti Parkot 1995-ben alapították a hegyen élő állatok és növények megóvására, a földtani jelenségek és paleontológiai formációk megőrzésére és nem utolsósorban a vulkán területén kialakult ökológiai egyensúly megőrzése érdekében. Elsődleges célja azonban életképes környezet-helyreállítási menedzsment eszközeinek alkalmazása, mely során megvalósulhat az emberi és természeti környezet integrációja: az antropológiai, régészeti, történelmi és építészeti értékek védelme; a hagyományos pásztorkodás megőrzése; interdiszciplináris kutatások népszerűsítése, melyek nemcsak a tudóstársadalomhoz, hanem a mindennapok emberéhez is szólnak valamint a hidrogeológiai egyensúly megőrzése.
A Vezúvi Nemzeti Park feladatainak köre jóval szélesebb, bármely más nemzeti parkhoz viszonyítva, hiszen a világ egyik leghíresebb működő vulkánját foglalja magába, mely egyben az egyik legveszélyesebb is, tekintve környékének nagyfokú urbanizációját, amely hozzájárult a természeti értékek rombolásához. Az európai nemzeti parkok között egyedi helyet foglal el, hiszen célja helyreállítani a Vezúv és a Monte Somma varázslatos környezetét.

## Megközelítése
Személygépkocsival az A3-as Nápoly–Salerno autópályán az ercolanói vagy a Torre del Grecó-i leágazásnál kell letérni.
Vasúton az Ercolano Scavi megállóhely a Circumvesuviana Nápoly–Sorrento és Nápoly–Pompei–Poggiomarino vonalán fekszik. Az utasokat innen busszal szállítják tovább a vulkán kráteréig. Ugyancsak itt, a vasútállomáson taxi is bérelhető.

## Látogatás
A kráter látogatása csak jegyváltás ellenében lehetséges, helyi vulkanológus idegenvezetővel. A kasszától egy 860 m hosszú út következik a kráter pereméig. Ennek megtétele a 14%-os meredekség miatt általában 15-20 perc. A kráter egész évben látogatható, kivéve rossz időjárási viszonyok idején.